# 克萊恩 (肯塔基州)
克萊恩（英語：Crayne）是位於美國肯塔基州克里坦登縣的一個人口普查指定地區。

## 人口
根據2020年美國人口普查的數據，克萊恩的面積為2.90平方千米，當中陸地面積為2.89平方千米，而水域面積為0.01平方千米。當地共有人口161人，而人口密度為每平方千米55.52人。